# Luis Martínez (calciatore 1991)
Luis Fernando Martínez Castellanos (Salamá, 14 dicembre 1991) è un calciatore guatemalteco, attaccante del Zacapa e della nazionale guatemalteca.

## Carriera

### Club
Ha giocato nella prima divisione guatemalteca.

### Nazionale
Ha esordito in nazionale nel 2015.

## Palmarès

### Club

#### Competizioni nazionali
- Campionato guatemalteco: 1

Xelajú MC: 2012